# Buena Vista (Pérou)
Pour les articles homonymes, voir Buena Vista.
Buena Vista est un site archéologique de 8 ha situé au Pérou à environ 40 km à l'intérieur des terres dans la vallée du fleuve Río Chillón et à une heure de route au nord de Lima.  
Buena Vista est proche du village de Carabayllo au pied des Andes, dans le district de Santa Rosa de Quives, un district de la province de Canta, l'une des neuf province du département de Lima.

## Histoire
Le site a été fouillé pour la première fois par Frédéric Engel en1987. Il a obtenu les dates au radiocarbone des artéfacts qui appartenaient à la période « précéramique précoce » (9 700 ± 200 ans) et à la période « intermédiaire précoce » (1 960 ± 80 ans).
En juin 2004, l’archéologue Robert Benfer et son équipe ont découvert la caractéristique la plus importante de Buena Vista: le « Temple du renard ». Il tire son nom de la peinture murale qui flanque l'entrée du temple et représente un renard recroquevillé à l'intérieur d'un lama. 
Ce temple remonte à une civilisation qui, il y a environ 4 200 ans, occupait la région. Ces peuples antiques n'avaient pas de système d'écriture et leur nom n'a pas été conservé. Ils sont considérés comme une culture « précéramique tardive » et auraient suivi la tradition religieuse Kotosh. De nombreux archéologues les appellent les « Andins ».

## Description
Le complexe de ce temple carré mesure 10 m de haut et 17 m de côté. Il est remarquable par l'observatoire astronomique placé à son sommet, qui est le plus ancien de son genre dans les Amériques. Il est antérieur de 800 ans aux réalisations similaires de la région.
De gros rochers placés sur une crête à l'est de l'entrée de l'observatoire servaient de calendrier. Le rocher le plus important marquait le solstice d'été. Ce jour-là, chaque année, du point de vue du temple, le soleil se levait directement au-dessus du rocher. Dans les heures précédant l'aube au solstice d'été, la constellation du Petit Renard se lève entre deux autres gros rochers sur la même crête. La vénération du temple pour le renard, apparente à la fois dans la fresque de l’entrée et dans son orientation astrologique, peut fournir des indices sur le but du temple. 
Parmi de nombreux peuples autochtones d'Amérique du Sud, le renard est un symbole d'eau et de culture. Benfer émet l'hypothèse que les anciens habitants de Buena Vista utilisaient le temple du renard pour invoquer leurs dieux - afin qu'il favorise de bonnes récoltes - au solstice d'été, date qui indiquait le moment de planter pour cette civilisation. 
La découverte par les chercheurs de restes de plantes et de légumes à l’intérieur de la chambre d’offrande du temple semble confirmer cette théorie.
L'observatoire se distingue en outre par ses sculptures sophistiquées et surtout par une sculpture en haut-relief grandeur nature d'un musicien, unique pour une période connue dans cette région uniquement pour ses sculptures en bas-relief.
Le site de Buena Vista dans son ensemble comprend des ruines âgées de près de 10 000 ans à moins de 3 000 ans. Outre le temple, le site comprend un centre cérémoniel, des pyramides à gradins et des résidences pour les élites et pour les roturiers. Ces bâtiments datent de différentes époques et beaucoup ont été construits plus tard que l'âge d'or du temple. La plupart de ces structures ont été pillées. Le temple du renard a échappé au pillage car il était enterré sous plusieurs couches de terre.